# Хань Яцинь
Хань Яцинь (18 серпня 1963) — китайська академічна веслувальниця.
Бронзова призерка Олімпійських Ігор 1988 року в складі вісімки.